# ویخس
ویخس (انگلیسی: Vijes) نام شهری در کشور کلمبیا است.